# 전주동신초등학교
전주동신초등학교는 대한민국 전북특별자치도 전주시 덕진구 우아동3가에 있는 공립 초등학교이다.

## 학교 연혁
- 1986년 9월 1일 전주동신국민학교 개교(25학급)
- 1996년 3월 1일 병설유치원 1학급 개원
- 1996년 3월 1일 전주동신초등학교로 개칭
- 2004년 1월 13일 다목적 강당 준공
- 2012년 2월 28일 본관 리모델링
- 2016년 3월 1일 유치원 1개반 증설, 통합교육반 신설
- 2018년 3월 1일 통합교육반 1개반 증설
- 2019년 3월 1일 제13대 조미자 교장 부임
- 2020년 2월 7일 제33회 졸업식(46명), 졸업생 총 6,825명
- 2020년 3월 1일 초등학교 17학급(일반학급 15, 통합교육반 2), 병설유치원 2학급

## 학교 상징
- 우리 학교 꽃 - 철쭉 : 주로 산지에서 잘 자라며 꽃이 탐스러워 정원수로 주로 이용되는 낙엽 관목이다. 높이는 2~5 m정도이며 줄기나 가지는 회백색이다.어린 가지에 선모(腺毛)가 있으나 점차 없어진다. 잎은 어긋나지만 가지 끝에서는 돌려난 것 같이 보이고 거꾸로 선 달걀 모양으로 끝은 둥글거나 다소 파이며 가장자리가 밋밋하다. 표면은 녹색으로 처음에는 털이 있으나 차츰 없어지며 뒷면은 연한 녹색으로 잎맥 위에 털이 있다.
- 우리 학교 나무 - 향나무 : 구과목 측백나무과 상록침엽수이다. 높이 10∼23m. 지름 1m에 달하며 위·아래로 향하는 가지가 빽빽이 나서 원뿔모양을 이루는데 때로는 줄기가 심하게 꼬이기도 한다. 나무껍질은 적갈색이며 세로로 얇게 벗겨진다. 1∼2년생의 가지는 녹색이고 3년생의 가지는 암갈색이며 7∼8년생부터 대부분이 비늘잎이 생기지만 바늘모양잎도 있다.
- 우리 학교 새 - 까치 : 참새목 까마귀과의 새이다. 날개길이 17㎝ 정도, 꽁지길이 24㎝ 정도. 겨울깃의 머리·어깨·윗가슴·아랫배는 광택이 있는 검은색이며 배는 흰색이다. 꽁지는 녹색의 광택이 나고 큰 날개덮깃과 가운데날개덮깃은 광택이 강한 푸른색이며 어깨깃은 흰색이다.

## 참고 자료
- 전주동신초등학교 - 한국교육학술정보원 학교알리미